# Crustacee
Crustaceele sunt o subîncrengătură de artropode, cuprinzând peste 50.000 de specii. Ele variază ca formă și ca mărime având dimensiuni de la câțiva mm până la 0,6 m. Majoritatea sunt animale acvatice, mai puțin terestre. Printre crustacee se pot întâlni atât animale motile ce se deplasează înot sau prin mers, cât și animale sesile.

## Organizarea structurală a unui crustaceu
Corpul crustaceelor este alcătuit din cap, cefalotorace și un abdomen, protejat sau nu de o carapace, fiind acoperit cu o crustă din calcar și chitină. Racii au pe cefalotorace: 2 ochi, 2 antene care sunt organe de simț, o cavitate bucală cu fălci tăioase, 5 perechi de picioare, prima pereche purtând chelipede (clești). Abdomenul este alungit și mai îngust comparativ cu cefalotoracele, format din 7 segmente. Ultimele 2 segmente formează o coadă cu care lovesc apa și se deplasează. Pe primele 5 segmente există picioare mici și scurte. Mai sunt de asemenea 4 perechi de apendici  care se prind de 6 segmente articulate mobil. Crustaceele respiră prin toată suprafața corpului sau prin branhii. Sângele este albastru datorită unui pigment. Reproducerea este sexuată.

## Clasificarea crustaceelor
Crustaceele cuprind peste 50.000 de specii, fiind clasificate în șase clase:
1. Branhiopode
2. Cephalocaride
3. Malaconstraca
4. Mystacocarida
5. Ostracode
6. Remipedia